# (443) Fotográfica
(443) Fotográfica es un asteroide perteneciente al cinturón de asteroides descubierto el 17 de febrero de 1899 por Friedrich Karl Arnold Schwassmann y Maximilian Franz Wolf desde el observatorio de Heidelberg-Königstuhl, Alemania.
Está nombrado por la Fotografía, método principal para la detección de objetos astronómicos.

## Características orbitales
Fotográfica forma parte de la familia asteroidal de Flora.